# آدلومیرمکس
آدلومیرمکس (نام علمی: Adelomyrmex) نام یک سرده از تیره مورچه است.